# Command & Conquer: Red Alert 3
Command & Conquer: Red Alert 3 – gra RTS z serii Command & Conquer wyprodukowana przez Electronic Arts i wydana 28 października 2008 roku w Polsce.

## Opis fabuły
Wydawałoby się, że Alianci, po nieudanym ataku ZSRR na USA już zdobyli Moskwę. Jednak na ich drodze stanęło to samo, co przed laty w 1946 roku zmieniło bieg historii na korzyść wolności w Niemczech – Wehikuł Czasu. Sowieci skonstruowali swoją machinę, czym zamierzali zniszczyć potęgę Aliantów. Konkretnie – zabijając Alberta Einsteina.
I tak, pracujący dla Sowietów doktor Grigorij Zielinskij, wraz z pułkownikiem Czerdenką i generałem Krukowem cofnął się do 1927 roku, do Brukseli, gdzie Einstein właśnie wygłaszał swe przemówienie. Zabijając największy umysł wszech czasów, zmienili praktycznie cały świat. Kiedy trójka wróciła, zauważyli oni wiele zmian.
Doszło do II wojny światowej, gdyż Einstein nie zabił Hitlera, a więc wydarzenia z Red Alert i Red Alert 2 tak naprawdę nigdy nie miały miejsca. USA mimo sukcesu w Europie, z powodu braku bomby atomowej zostało pokonane w Japonii, czego skutkiem jest przynależność Hawajów do nowego zagrożenia – japońskiego Imperium Wschodzącego Słońca. Alianci zostali zepchnięci na krawędź zagłady, a Wielka Brytania to teraz jedyne wolne państwo w Europie. Resztę podbił Związek Radziecki, na którego czele stanął Czerdenko. Jednak chwilę później trójka dowiaduje się, że bez Einsteina nie ma czegoś takiego jak bomba atomowa, a na wschodzie powstało nowe supermocarstwo – Imperium Wschodzącego Słońca, które atakuje ZSRR, odsłonięte z powodu inwazji na zachodzie, i obok sowietów i aliantów stanowi jedną ze stron potężnego konfliktu zbrojnego – kolejnej, bo już III wojny światowej.

## Rozgrywka
W prawie każdej grze z serii Command & Conquer tryb budowy jest praktycznie taki sam, ale każda ze stron konfliktu ma swój tryb stawiania budynków w swojej bazie. Oczywiście zaczyna się od stawianiu struktur w swojej bazie, każda ze struktur ma swoje właściwości np. Koszary mogą tworzyć oddziały piechoty. W grze zbiera się surowce, które tym razem będą na lądzie i na wodzie w kopalni, do której będą mogły wjechać pojazdy wydobywcze i wydobyć kruszce, które będą przerobione na kredyty, a kredyty są potrzebne do stawiania nowych budowli i szkolenia swojej armii. Oprócz kredytów są jeszcze elektrownie, dzięki którym baza poprawnie funkcjonuje; w przypadku braku energii nowe struktury stawiają się dwa razy wolniej i niektóre budynki w bazie przestają działać. Każda ze stron konfliktu ma swoją superbroń, a nawet dwie, co jest charakterystyczne dla sagi Red Alert. Gracz, żeby wygrać, musi stworzyć armię, która zniszczy wroga do końca. Dodatkowo można się wspomóc dodatkowymi umiejętnościami. W C&C: Red Alert 3 można również stawiać budynki na wodzie. Są również pojazdy, które są amfibiami, czyli potrafią się poruszać po lądzie i po wodzie np. sowiecka Terrosonda lub japoński czołg Tsunami.

## Strony konfliktu
Głównymi stronami konfliktu dla sagi Red Alert są alianci i sowieci, którzy byli już od C&C: Red Alert (części pierwszej), a w trzeciej odsłonie cyklu można również pokierować Imperium Wschodzącego Słońca, czyli Japonią. Każda z frakcji ma po dwie superbronie i swój tryb stawiania struktur. Dla Aliantów i Sowietów powraca kilka jednostek z poprzednich odsłon serii (między innymi Poborowy, Czołg Apokalipsa lub Czołg Miraż).

## Kampania
Kampania w grze jest w trybie kooperacji, czyli razem ze znajomym można wspólnie przechodzić misje lub zamiast znajomego można wybrać grę z sojusznikiem komputerowym. Kampania składa się z 9 misji dla każdej z frakcji, czyli łącznie jest 27 misji do wykonania.

## Obsada

### Sowieci
- Tim Curry jako Premier Anatolij Czerdenko
- Andrew Divoff jako Generał Nikołaj Krukow
- Ivana Miličević jako Dasza Fiodorowicz
- Peter Stormare jako Doktor Grigorij Zielinskij
- Gina Carano jako Agentka Natasza Wołkowa
- Stelio Savante jako Siergiej
- Dimitri Diatchenko jako Dowódca Oleg Wodnik
- Gene Farber jako Dowódca Nikołaj Moskwin
- Vanessa Branch jako Dowódca Żanna Agonskaja

### Alianci
- J.K. Simmons jako Prezydent Howard T. Ackerman
- Jonathan Pryce jako Marszałek Polowy Robert Bingham
- Gemma Atkinson jako Porucznik Eva McKenna
- Jenny McCarthy jako Agentka Tania Adams
- Randy Couture jako Dowódca Warren Fuller
- Greg Ellis jako Dowódca Giles Price
- Autumn Reeser jako Dowódca Lissette Hanley
- David Hasselhoff jako wiceprezydent

### Imperium Wschodzącego Słońca
- George Takei jako cesarz Yoshiro
- Kelly Hu jako Szef logistyki Suki Toyama
- Ron Yuan jako Książę korony Tatsu
- Bruce Locke jako Dowódca Shinzo Nagama
- Jack J. Yang jako Dowódca Kenji Tenzai
- Lydia Look jako Dowódca Naomi Shirada
- Lisa Tamashiro jako Yuriko Omega (tylko głos)